# Карім Саїді
Карім Саїді (араб. كريم سعيدي, *нар. 24 березня 1983, Туніс) — туніський футболіст, захисник. Виступав, зокрема, за клуби «Феєнорд», «Тур» та «Льєрс», а також національну збірну Тунісу.

## Клубна кар'єра
У дорослому футболі дебютував 2002 року виступами за команду клубу «Клуб Африкен», в якій провів два сезони. 
Своєю грою за цю команду привернув увагу представників тренерського штабу клубу «Феєнорд», до складу якого приєднався 2004 року. Відіграв за команду з Роттердама наступні два сезони своєї ігрової кар'єри.
Протягом 2006 року на правах оренди грав за «Лечче».
У тому ж році повернувся з оренди до «Феєнорда». Цього разу провів у складі його команди один сезон. 
Згодом з 2007 по 2009 рік грав у складі команд клубів «Сівасспор» та «Клуб Африкен».
З 2009 року два сезони захищав кольори команди клубу «Тур». Більшість часу, проведеного у складі «Тура», був основним гравцем захисту команди.
До складу клубу «Льєрс» приєднався 2011 року. Відіграв за команду з Ліра 63 матчі в національному чемпіонаті, а 2014 року отримав статус вільного агента.

## Виступи за збірну
У 2003 році дебютував в офіційних матчах у складі національної збірної Тунісу. Наразі провів у формі головної команди країни 18 матчів, забивши 1 гол.
У складі збірної був учасником Кубка африканських націй 2004 року у Тунісі, здобувши того року титул континентального чемпіона, розіграшу Кубка конфедерацій 2005 року у Німеччині, чемпіонату світу 2006 року у Німеччині.

## Титули і досягнення
- Переможець Кубка африканських націй: 2004